# جمهوری‌خواهی در بریتانیا
جمهوری‌خواهی در بریتانیا جنبشی سیاسی‌ست که به دنبال جایگزینی رژیم پادشاهی  بریتانیا با جمهوری ست. طرفداران جنبش که جمهوری‌خواه نامیده می‌شوند، از شیوه‌های جایگزین حکمرانی در برابر سلطنت، مانند رئیس کشور یا حذف رئیس‌کشور حمایت می‌کنند.
پادشاهی شکلی از حکومت‌داری در کشورهاییست که امروزه بریتانیا را تشکیل می‌دهد و تقریباً از سده‌های میانه رواج داشته‌است. یک بار حکومت جمهوری در انگلستان و ولز و سپس در ایرلند و اسکاتلند، در اواسط قرن ۱۷ م. در نتیجهٔ پیروزی طرفداران برقراری مجلس در جنگ داخلی انگلستان برقرار گردید. کشورهای مشترک‌المنافع انگلستان در پی اعدام چارلز اول در ۱۶۴۹ م. تا بازگشت پادشاهی در ۱۶۶۰ م. ادامه داشت.